# Richard Dawkins
Clinton Richard Dawkins (kendt som Richard Dawkins; født 26. marts 1941 i Nairobi, Kenya) er en engelsk etolog, evolutionsteoretiker og forfatter af populærvidenskab. Han var, indtil september 2008, formand for udvalget Public Understanding of Science ved Oxford Universitet, hvor han havde et professorat sponsoreret af Charles Simonyi.
Dawkins blev for alvor kendt, da han i 1976 udgav bogen The Selfish Gene (Det Selviske Gen), hvor han argumenterer for en gen-centreret evolutionsteori og introducerede begreberne mem og memetik. Han har desuden skrevet The Extended Phenotype (1982), som han selv betragter som sit primære bidrag til evolutionsteorien, samt The Blind Watchmaker (1986) om evolutionsprocessen.
På det seneste har Dawkins markeret sig som prominent ateist og stærk kritiker af religion – herunder kreationisme og intelligent design. Dette kommer bl.a. til udtryk i de religionskritiske tv-dokumentarer The Root of All Evil? (2006) og The Enemies of Reason (2007).The God Delusion (2006) er blevet oversat til over 30 sprog (herunder til dansk: Illusionen om Gud, Thaning & Appel (2007)) og er solgt i over 2 millioner eksemplarer alene i den engelske version (Januar 2010). At bogens indhold er kontroversielt understreges af, at den tyrkiske oversættelse førte til retsforfølgelse af forlæggeren, Erol Karaaslan, for "opfordring til religiøst had og fornærmelse af religiøse værdier".
Den tyrkiske forlægger blev dog i april 2008 frikendt for disse anklager.
Med sin udtalte ateisme og stærke kritik af religion karakteriseres Dawkins – i lighed med bl.a. Christopher Hitchens, Sam Harris og Daniel Dennett – ofte som "militant ateist". Hans holdning til religion kommer meget rammende til udtryk i et citat fra Illusionen om Gud: "Når ét menneske lider af vrangforestillinger kalder vi det sindssyge – når mange mennesker lider af vrangforestillinger kalder vi det religion" (Citatet er fra bogens forord, hvor Dawkins citerer Robert Pirsig). Med tilsvarende polemisk sans definerer han en ateist som en person, der i lighed med alle andre mennesker ikke tror på Zeus, Odin, Jupiter, Ra osv., men så blot tilføjer én gud mere til denne lange liste af guder, som mennesker har haft gennem tiderne. I kølvandet på terrorangrebet den 11. september 2001 på World Trade Center har han argumenteret for, at religion ikke blot kan anses for at være harmløst nonsens men netop meget farligt – og potentielt dødbringende – nonsens. Af samme grund opfordrer han til at holde op med at behandle religion med den særlige respekt, som alt for længe – ifølge Dawkins – har immuniseret den fra normal kritik og modsigelse.

## Biografi
Clinton Richard Dawkins blev født den 26. marts 1941, i Nairobi, Kenya, da det var en koloni i Det Britiske Imperium. Hans far, Clinton John Dawkins, var soldat og var flyttet fra England til Kenya under 2. verdenskrig for at kæmpe på De Allieredes side, og vendte tilbage til England i 1949 da Richard var otte år gammel. Begge hans forældre var interesseret i naturvidenskab og besvarede de spørgsmål Dawkins' stillede i videnskabelige termer.
Dawkins beskriver sin barndom som "en normal anglikansk barndom" men at han som niårig begyndte at tvivle på at der eksisterede en Gud. Han blev senere troende igen fordi han blev overbevist af det teleologiske gudsbevis, der er et argument for at der må eksistere en Gud eller designer for at kunne forklare tilstedeværelsen af orden og formål i naturen. Dog begyndte han at mene at Den anglikanske kirke var absurd og mere handlede om at diktere moral end om Gud. Senere da han bedre forstod evolution ændrede han igen religiøst synspunkt fordi han mente at naturlig selektion kunne forklare livets kompleksitet og der derfor ikke var grund til at tror at der eksisterede en overnaturlig designer.
Dawkins gik i skole på Oundle School fra 1954 til 1959. Han studerede zoologi på Balliol College, Oxford, hvor hans vejleder var Nobelprisvinderen og etologen Nikolaas Tinbergen og Dawkins bestod eksamen i 1962. Han fortsatte som forskningsstudent under Tinbergen's vejledning på University of Oxford, og opnåede universitetsgraderne M.A. og D.Phil. i 1966, og fortsatte som forskningsassistent i yderligere et år. Tinbergen var pioner inden for studiet af dyreadfærd særligt spørgsmålet om instinkt, læring og beslutningstagen. Dawkins' forskning i denne periode var om modeller til beskrivelse af hvordan dyr tager beslutninger.
Fra 1967 til 1969 var Dawkins hjælpeprofessor i zoologi på University of California, Berkeley. I den periode var de studerende og fakultetet for størstedelens vedkommende imod den igangværende Vietnamkrig, og Dawkins blev meget involveret i antikrigsdemonstrationer. Han vendte tilbage til University of Oxford i 1970 til en stilling som lektor, og i 1990 blev han forfremmet til "reader" (en særlig britisk universitetstitel) i zoologi. I 1995 blev han udnævnt til Simonyi Professor for sit arbejde med at udbrede kendskabet til naturvidenskabsforskningen på Oxford til offentligheden, en stilling der var sponsoreret af Charles Simonyi. Siden 1970 har han haft titlen "fellow" på seminariet New College, Oxford.
I 2007 grundlagde Dawkins Ud Kampagnen for at tilskynde ateister på verdensplan at erklære deres holdning offentligt.
I 2012 deltog Dawkins i debatten om det amerikanske præsidentvalg, og talte i stærke vendinger mod Mitt Romney og hans mormonske tro. Han har blandt andet udtalt, at Mitt Romney er for dum til at se, at grundlæggeren af mormonismen var en bedrager, om folk virkelig ville stemme på et så massivt godtroende fjols, og at, i modsætning til biblen og koranen, som blev skrevet på datidens sprog, er Mormons Bog (en af mormonernes nuværende skrifter) skrevet i et falskt imiterende antikt sprog.